# Матијас Галас
Матијас Галас (16. септембар 1584 – 25. април 1647) је био аустријски генерал.

## Биографија
На почетку Тридесетогодишњег рата, Галас је командовао аустријским снагама у Италији. Након Валенштајновог убиства 1634. године, кога је издао цару, богато је награђен. Постао је врховни господар аустријских трупа. На том положају остао је до 1645. године. У рату је однео победу у бици код Нердлингена 1634. године. Није био популаран у војсци због свог неумереног живота.